# Citizen Brain
Albums de Gama Bomb
Survival of the Fastest
(2006) Tales From The Grave In Space
(2009)
Citizen Brain est le deuxième album studio du groupe de Thrash metal irlandais Gama Bomb. L'album est sorti le 9 juin 2008 sous le label Earache Records.
Sur les premiers exemplaires de l'album mis en vente, on retrouve également un DVD bonus, ou est filmé l'enregistrement de l'album.